# Musée de la Cloche et du Carillon de Tellin
Le musée de la Cloche et du Carillon était un musée se trouvant dans le village belge de Tellin, en Ardenne à 10 kilomètres au sud de la ville de Rochefort. Il a fermé ses portes le 31 décembre 2013,

## La fonderie
Établie en 1832 par la famille Causard, fondeurs de cloches originaires de Haute-Marne, la fonderie de cloches de Tellin reste en activité durant un siècle et demi (jusqu’en 1970) et fournit des cloches à plus de 500 paroisses de Belgique et des pays voisins. Parmi les plus impressionnantes sont les bourdons fondus et coulés pour les cathédrales de Liège et de Luxembourg, pour l’abbatiale de Maredsous et pour la basilique Saint-Paulin de Trèves.
Au XIXe siècle, Tellin doit sa réputation à la fonderie qui donne du travail à 10 % de sa population. La famille Causard dirige cette entreprise de type très particulier pendant un bon siècle, de 1820 à 1930. 
Toute une industrie « de clocher » se développe à  la fonderie de Tellin : les battants de fer, les charpentes de soutien, les mécanismes d’horlogerie et les sonneries de carillon.  Le maître saintier doit souvent se muer en horloger et mécanicien, visitant villages, églises et leur clochers pour assurer le bon état de fonctionnement des mécanismes.

## Le musée
En 1992, un musée de la cloche et du carillon est ouvert dans l’ancien relais de poste de Tellin (le village était sur la route allant de Paris à Liège). Il retrace l’histoire de cet artisanat et savoir-faire très spécialisé. À quelque pas du musée se trouve le bâtiment de l’ancienne fonderie de cloches, auquel des fenêtres ogivales donnent un aspect d’église.

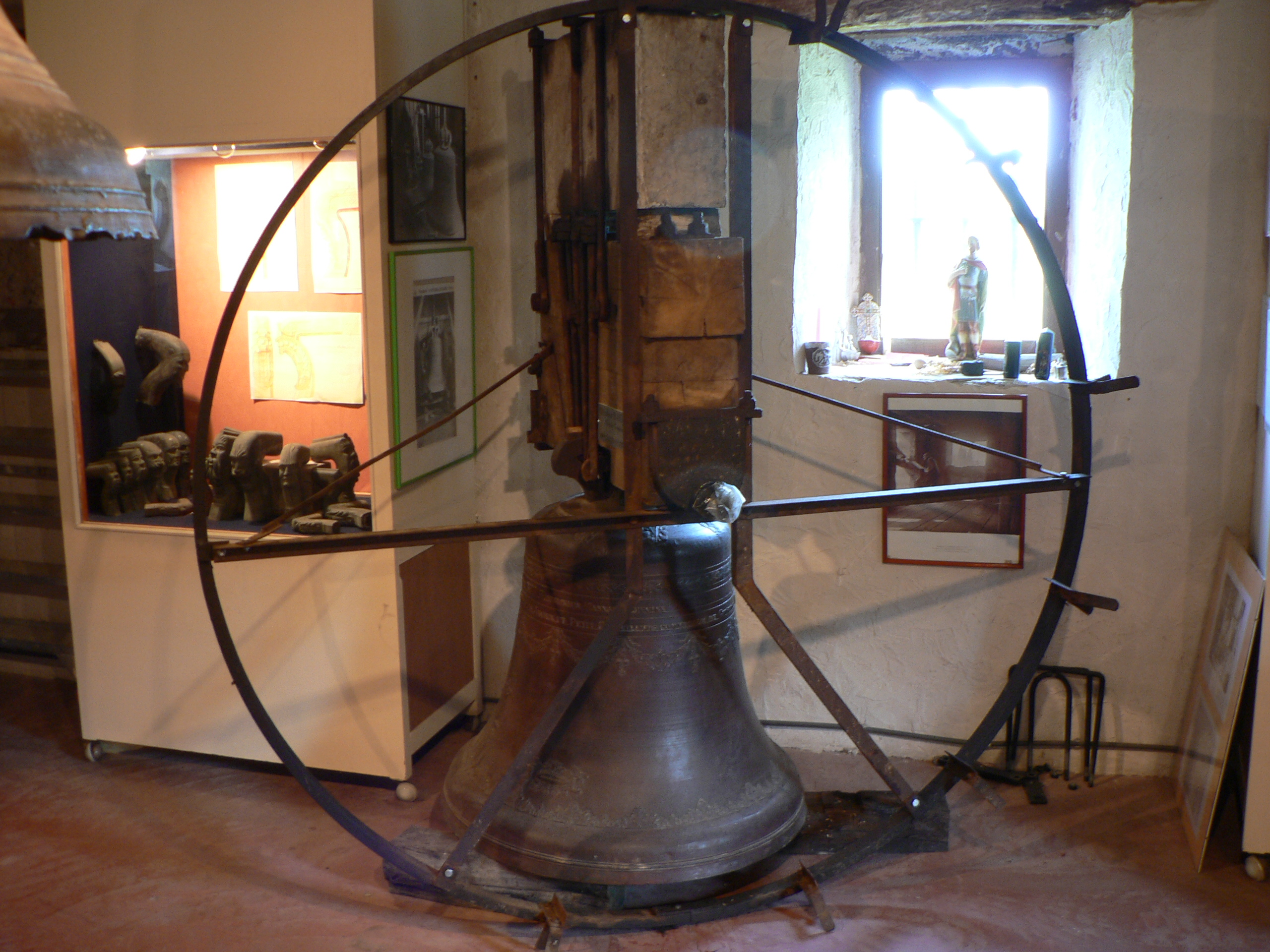
Cloche avec sa roue de balancement

Sont exposés un four avec le matériel de fonderie, des mécanismes monumentaux d’horlogerie, dont l’un, datant de 1634, est toujours en état de fonctionnement, une collection remarquable de 85 coqs de clochers, des cloches et carillons... 
Le musée ferme ses portes en 2013.